# 菰
菰（亦作苽），亦称菰草、蒋（草）、菰蒋（草）、茭菰、茭草，为禾本科菰属的一个种。

## 特征
本种株高1－2.5米，为多年生宿根水生草本植物。健康个体可通过种子繁殖，夏秋开花结实，雌花为黄绿色，雄花为紫色。栽培植株的茎往往感染了菰黑粉菌，导致植株无法开花结实，因此只能通过匍匐根茎无性繁殖。

## 分佈
菰原产东亚、俄罗斯远东地区、缅甸、印度东北部，现已引入东欧、高加索、东南亚、夏威夷、新西兰等地，并在新西兰成为入侵物种。台湾的菰是从中国大陆引入。
尽管人类活动使菰赖以生存的湿地大量减少，能够有性繁殖的野生菰的分布仍然十分广泛；另外，栽培植株偶尔会有未感染菰黑粉菌的茎，这样的茎开花结实后可能会产生逸生群落。

## 用途

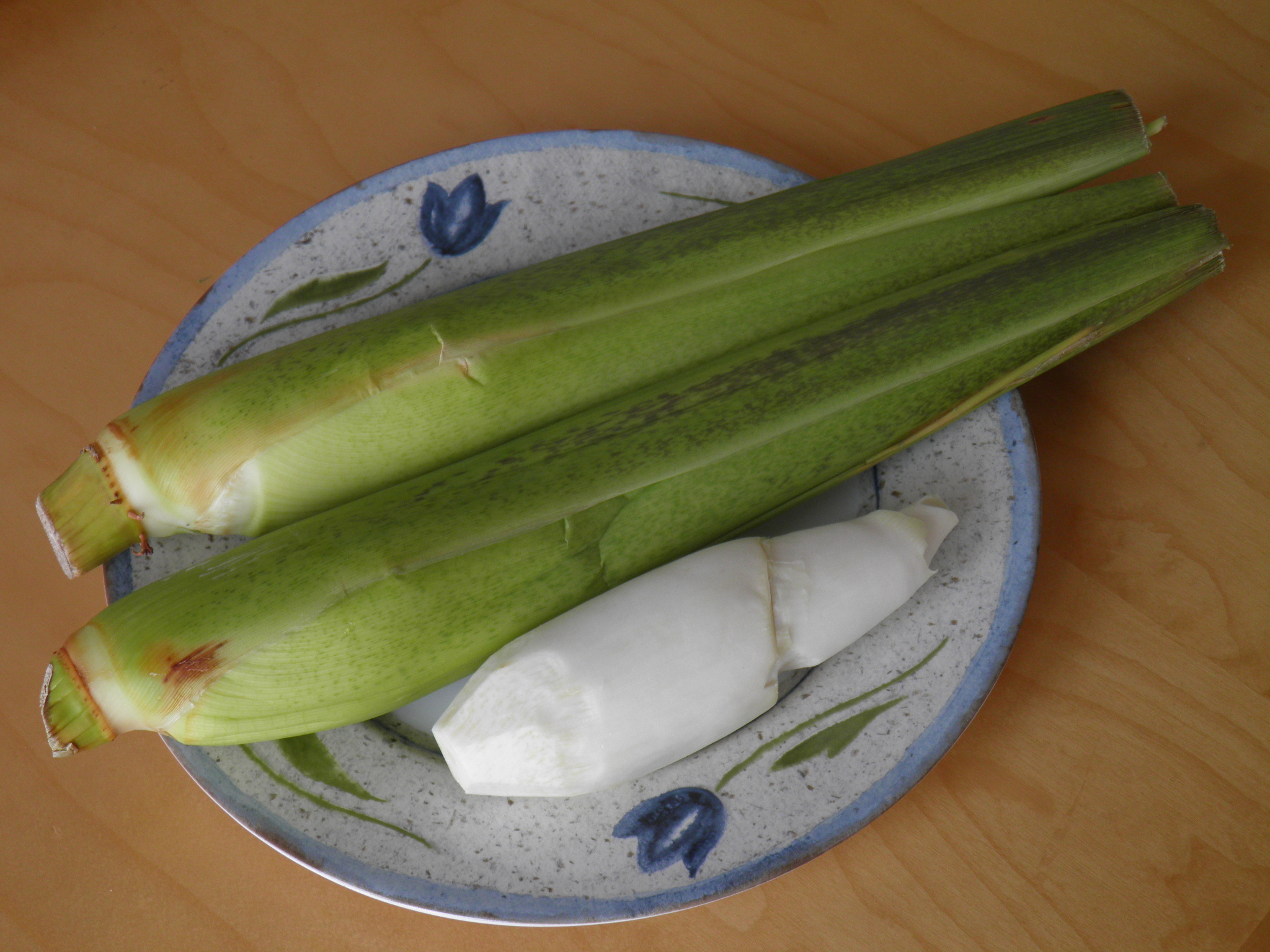
茭白

### 茭白
菰黑粉菌感染菰茎后令其分生组织异常活跃，导致幼嫩茎部膨大形成菌瘿，即东亚、东南亚常见的蔬菜茭白，也叫菰白、茭白菜、茭白笋、茭笋、茭粑、茭瓜、茭手、茭首、茭儿菜、茭包、蒋角、菰菜、菰手、菰首、菰芛、菰蒻、高笋、美人腿、出隧、蘧蔬。茭白中的菰黑粉菌孢子堆成熟后会变成黑色，亦可食。菰黑粉菌的成熟孢子可用来画眉。
为保护美国本土的菰属“野米”作物免受黑粉菌感染，此国禁止进口茭白。

### 菰米
菰的颖果称为菰米、菰粱、菰实、蒋实、茭米、安胡、雁膳、凋菰米、凋菰、彫胡米、彫胡、茭白子。菰米在古代为六谷之一，直至宋代仍是常见的粮食。元代以后，菰米就开始日渐稀少。如今几乎没有人采集菰米食用，栽培菰也是为了获取茭白，而生产茭白的菰不能正常地开花结实，因此也无法结出菰米。

### 菰叶
菰叶可用作饲料，亦可用于编席、包粽。

### 菰根
菰的根茎和根称为菰根、菰葑，可入药。

## 延伸阅读
[在维基数据编辑]
 《欽定古今圖書集成·博物彙編·草木典·菰部》，出自陈梦雷《古今圖書集成》
 《植物名實圖考·菰》，出自吳其濬《植物名實圖考》